# محمد جمال العدل
محمد جمال العدل هو مخرج أفلام ومسلسلات مصري، بدأ الإخراج في عام 2010 في فيلم الكبار من بطولة عمرو سعد وزينة.

## بدايته
تخرج محمد من معهد السينما قسم إخراج دفعة 2008 وحصل على جائزة لجنة التحكيم بمهرجان الإسكندرية السينمائي الدولي عن فيلم كان مشروع تخرجه بعنوان دستور يا سيدة.

## أعماله

### كمخرج
- 2010: الكبار (فيلم)
- 2013: الداعية (مسلسل)
- 2014: سيرة حب (مسلسل)
- 2015: حارة اليهود (مسلسل)
- 2016: الخروج (مسلسل)
- 2017: لأعلى سعر (مسلسل)
- 2018: البدلة (فيلم)
- 2018: أرض النفاق (مسلسل)
- 2020: صاحب المقام (فيلم)
- 2020: أم هارون (مسلسل)
- 2021: بين السما والأرض (مسلسل)
- 2022: فاتن أمل حربي (مسلسل)

### أخرى
- 2003: ملك روحي (مسلسل) مساعد مخرج
- 2006: صباح الفل (فيلم) مساعد مخرج أول
- 2006: العندليب حكاية شعب (مسلسل) مساعد مخرج أول
- 2008: شارع 18 (فيلم) مخرج مساعد

## وصلات فنية
- محمد جمال العدل على موقع IMDb (الإنجليزية)
- محمد جمال العدل على موقع الدهليز
- محمد جمال العدل على موقع قاعدة بيانات الأفلام العربية